# 娄山站
娄山站是胶济线车站，位于山东省青岛市李沧区娄山乡，建于1901年，目前为三等站，邮政编码为266043。目前客运：不办理旅客乘降，行李包裹托运；货运：办理整车、零担、集装箱货物发到，危险货物仅办理农药、化肥发到。